# Jelendol (Tržič, Slovenija)
Jelendol je naselje u slovenskoj Općini Tržiču. Jelendol se nalazi u pokrajini Gorenjskoj i statističkoj regiji Gorenjskoj. 

## Stanovništvo
Prema popisu stanovništva iz 2002. godine naselje je imalo 170 stanovnika.